# DIMENSION: ANSWER
「DIMENSION: ANSWER」(ディメンションアンサー)は、韓国の7人組男性アイドルグループであるENHYPENの1stスタジオリパッケージ・アルバムである。
2022年1月10日にBelift、ジニーミュージック、Stone Music Entertainmentよりリリースされた。

## 解説

### プロモーション
ENHYPENは、デビュー後から続けてきた『BORDER』シリーズを閉じ、前作から『DIMENSION』シリーズをあらたにスタート。『DIMENSION』シリーズ2作目となる今回の作品は「デビュー後、向き合った世界が思ったより複雑だということを知った少年たちが、多様な欲望の中でジレンマに陥り、正解を探すために走り出しました。今回のアルバムでは、そうやって走っていた少年たちが“どう生きるべきか”という悩みを持ち始め、結局“世の中が間違っている”ということに気づいたあとの物語」が描かれている。
アルバムのタイトル曲「Blessed-Cursed」は、ヒップホップ（Hip-Hop）と1970年代のハードロック（Hard Rock）を組み合わせたハイブリッドヒップホップ（Hybrid Hip-Hop）ジャンルの、ハードロックギターのラフで原初的な感じと、洗練された強烈なヒップホップサウンドが魅力的な楽曲。自分たちに与えられ（Given）、手なずけよう（Tamed）とした条件のすべてが祝福だと思っていた少年たちが、むしろ呪いだったということに気付き、自分をめぐる条件と世の中の秩序が、祝福であれ呪いであれ関係なく、“自分の人生を生きていく！　口出しするな！”と叫ぶ話が盛り込まれている。

### パッケージ
- 1 CD：CD-R W120×H120 (mm)
- フォトブック&リリックブック：W 161×H 218 (mm) & W 120×H 170 (mm) / NO : フォトブック 112p, リリックブック 28p / YET : フォトブック 116p, リリックブック 28p
※yet, no形態別
- ホルダー：W 161×H 218 (mm)
※yet, no形態別
- フォトカードA：W 54×H 86 (mm)
※yet, no形態別(7種のうちランダム1種)
- フォトカードB：W 54×H 86 (mm)
※yet, no形態別(7種のうちランダム1種)
- フォトスタンド：W 105×H 150 (mm)
※yet, no形態別
- サイコロ：W 120×H 180 (mm)
※yet, no形態別